# جاسوسی که از من روی برگرداند
جاسوسی که از من روی برگرداند (به انگلیسی: The Spy Who Dumped Me) یک فیلم اکشن کمدی آمریکایی به کارگردانی سوزانا فوگل و نویسندگی مشترک فوگل و دیوید آیسرسون است. از بازیگران آن می‌توان به میلا کونیس، کیت مک‌کینون، سم هیوین، جاستین ثرو، حسن منهاج و جیلین اندرسون اشاره کرد. داستان فیلم به دنبال دو دوست صمیمی است و زمانی که معلوم می‌شود دوست‌پسر سابق یکی از آن‌ها مأمور سازمان سیا است، توسط آدم‌کش‌ها در سرتاسر اروپا تحت تعقیب قرار می‌گیرند.
جاسوسی که از من روی برگرداند توسط لاینزگیت فیلمز در تاریخ ۳ اوت ۲۰۱۸، در ایالات متحده اکران شد.

## بازیگران
- میلا کونیس در نقش آدری استاکتون
- کیت مک‌کینون در نقش مورگان فریمن
- سم هیوین در نقش سباستین هنشا
- جاستین ثرو در نقش درو
- جیلین اندرسون در نقش وندی
- حسن منهاج در نقش دافر
- ایوانا ساخنو در نقش نادجا
- فرد ملامد در نقش راجر
- تام استرتن در نقش ادوارد اسنودن
- جین کرتین در نقش کرول فریمن
- پل رایزر در نقش آرنی فریمن
- جیمز فلیت در نقش تام